# Joan Selves i Carner
Joan Selves i Carner (Castelltallat, Sant Mateu de Bages, 4 de desembre de 1898 - Barcelona, 28 de juny de 1934) va ser un polític, advocat i periodista català. Fou el primer alcalde de Manresa durant la República i conseller de Governació de la Generalitat i Governador General de Catalunya.

## Biografia
Originari d'una família pagesa tradicional, va fer els primers estudis a Manresa i els de Dret a Barcelona i va acabar la carrera a Madrid.
De ben jove col·laborà en la premsa catalanista i en català com el diari de Manresa el Pla de Bages on, per exemple hi envià diverses cròniques de caràcter polític i costumista mentre feia el servei militar a la guerra d'Àfrica el 1921.
En qüestions polítiques es definí dins la línia del catalanisme d'esquerres no extremista i intel·lectual. Passà a formar part del partit Acció Catalana. Es presentà a les eleccions municipals espanyoles de 1931 per Manresa (prèvies a la proclamació de la segona Segona República Espanyola) dins la coalició Concentració Republicana (posteriorment, la major part de membres d'aquesta candidatura incloent-lo a ell ingressarien dins Esquerra Republicana de Catalunya).
Va ser escollit com el primer alcalde republicà de Manresa. També va ser elegir diputat al Parlament de Catalunya i diputat a les Corts Espanyoles on, en els debats parlamentaris de l'elaboració de la Constitució Republicana, intervingué destacadament per tal de mostrar-se favorable a l'article constitucional que implicava la supressió de la Companyia de Jesús (per l'obediència expressa al Vaticà dels jesuïtes).
Va ser Conseller de Governació al Govern de Catalunya 1932-1933 amb Francesc Macià.
Més tard va ser Governador General de Catalunya pel Govern de la República (5 de setembre de 1933) i Comissari General d'Ordre Públic de la Generalitat Catalana. Els historiadors consideren que va actuar amb fermesa i mesura davant els greus conflictes sociolaborals de l'època.
El 3 de gener de 1934 el van nomenar Conseller de Governació del VIII Govern de la Generalitat i primer de Lluís Companys. Va morir essent Conseller de Governació el 28 de juny de 1934 i el va substituir al càrrec de conseller en Josep Dencàs i Puigdollers.
L'any 1937 durant la Guerra Civil espanyola el municipi de Sant Mateu de Bages va haver d'adoptar oficialment el nom de Bages d'en Selves dins la política governamental de substituir tots els noms amb referències religioses.
L'ajuntament de Manresa, a la tornada de la democràcia i com homenatge, va donar el nom de Joan Selves i Carner a un centre cívic molt destacat d'aquesta ciutat i li va dedicar un homenatge junt a altres joves republicans manresans el març del 2001.